# Novofoudrasia curvata
Novofoudrasia curvata là một loài bọ cánh cứng trong họ Chrysomelidae. Loài này được Yu in Wang & Yu miêu tả khoa học năm 1997.